# أولاد يوسف (مزم صنهاجة)
أولاد يوسف هي إحدى مشيخات المملكة المغربية، تتبع جغرافيا لإقليم قلعة السراغنة وإداريًا لمزم صنهاجة. يقدر عدد سكانها بـ 25055 نسمة حسب الإحصاء الرسمي للسكان والسكنى لسنة 2004.